# Serpin
Serpiner är en grupp proteiner med liknande uppbyggnad som blockerar proteaser, dvs enzymer som bryter ned proteiner. Namnet kommer av att de först upptäcka serpinerna blockerar kymotrypsin-liknande serinproteas (därav förkortningen serine protease inhibitors).
De första serpinerna som utforskades var de mänskliga plasmaproteinerna antitrombin och antitrypsin, som är nödvändiga för att kontrollera blodkoagulering och inflammationsreaktionen. I början fokuserades forskningen på mänskliga sjukdomar: antitrombinbrist vid trombos och antitrypsinbrist som orsakar emfysem. År 1980 gjorde Hunt och Dayhoff den oväntade upptäckten att båda molekylerna delar viktiga aminosyresekvenser liknande det vanligaste proteinet i äggvita, ovalbumin, och de föreslog då att en ny proteinfamiljbenämning skulle användas. Sedan dess har över 1000 serpiner identifierats, bland annat 36 mänskliga proteiner, men även molekyler i växter, svampar, bakterier, arkéer och vissa poxvirus.  Serpiner är därmed den största och mest diversifierade familjen proteasinhibitorer.